# Spuyten Duyvil
Spuyten Duyvil is een buurt in het New Yorkse stadsdeel The Bronx. De buurt grenst in het noorden aan Riverdale, in het oosten aan Kingsbridge, in het zuiden aan de Harlem, en in het westen aan de Hudson. Er is een meningsverschil over de grens tussen Spuyten Duyvil en Riverdale, en vaak wordt het beschouwd als een buurt van Riverdale. De wijk wordt bestuurd door de Bronx Community Board 8.
Het gebied is vernoemd naar Spuyten Duyvil Creek, waar "Spuyten Duyvil" letterlijk “Spuitende Duivel” betekent. Een referentie naar de wilde getijden-stromingen op die specifieke locatie. 

## Geschiedenis
In 1609 legde Henry Hudson met de Halve Maen aan bij Spuyten Duyvil, maar werd door inheemsen aangevallen en vertrok weer.
In 1642 overleed Anthony Van Corlaer toen hij probeerde de Spuyten Duyvil Creek zwemmend over te steken. Een ooggetuige van Van Corlaers dood verklaarde dat de duivel in de vorm van een grote vis Anthony Van Corlaer bij zijn been greep en hem onder water trok. Dit zou ook de eerste geregistreerde haai-aanval van de Nieuwe Wereld zijn.
Het gebied bleef een wildernis tot 1853 Isaac Johnson een ijzergieterij stichtte op Spuyten Duyvil. Het was onderdeel van Yonkers en werd Lower Yonkers genoemd. In 1872 werd Yonkers een stad. Lower Yonkers scheidde zich af en stichtte de gemeente Kingsbridge. De gemeente was geen lang leven gegund, want de stad New York was ontevreden over de slechte infrastructuur ten noorden van de stad, en annexeerde Kingsbridge in 1873. De voormalige gemeente bestond uit de huidige wijken Kingsbridge, Riverdale, en Spuyten Duyvil. In 1898 werd het een onderdeel van de borough The Bronx.
In de jaren 1960 waren er protesten bij de posterijen, omdat Spuyten Duyvil en Riverdale dezelfde postcode (10471) hadden gekregen en Spuyten Duyvil niet als een zelfstandige wijk werd beschouwd.

## Demografie
De wijken Riverdale en Spuyten Duyvil vormen samen één censusgebied. In 2020 telden de wijken 47.927 inwoners. 55,6% van de bevolking is blank; 6,5% is Aziatisch; 8,5% is Afro-Amerikaans en 24,7% is Hispanic ongeacht ras of etnische groepering. In 2019 was het gemiddelde gezinsinkomen US$78.227, en ligt iets boven het gemiddelde van de stad New York ($72.108).

## Transport
De wijk wordt bediend door het Spuyten Duyvil station aan de Hudson Line. De parkway New York State Route 9A loopt door Spuyten Duyvil, en gaat via de Henry Hudson Bridge naar Manhattan.

## Galerij

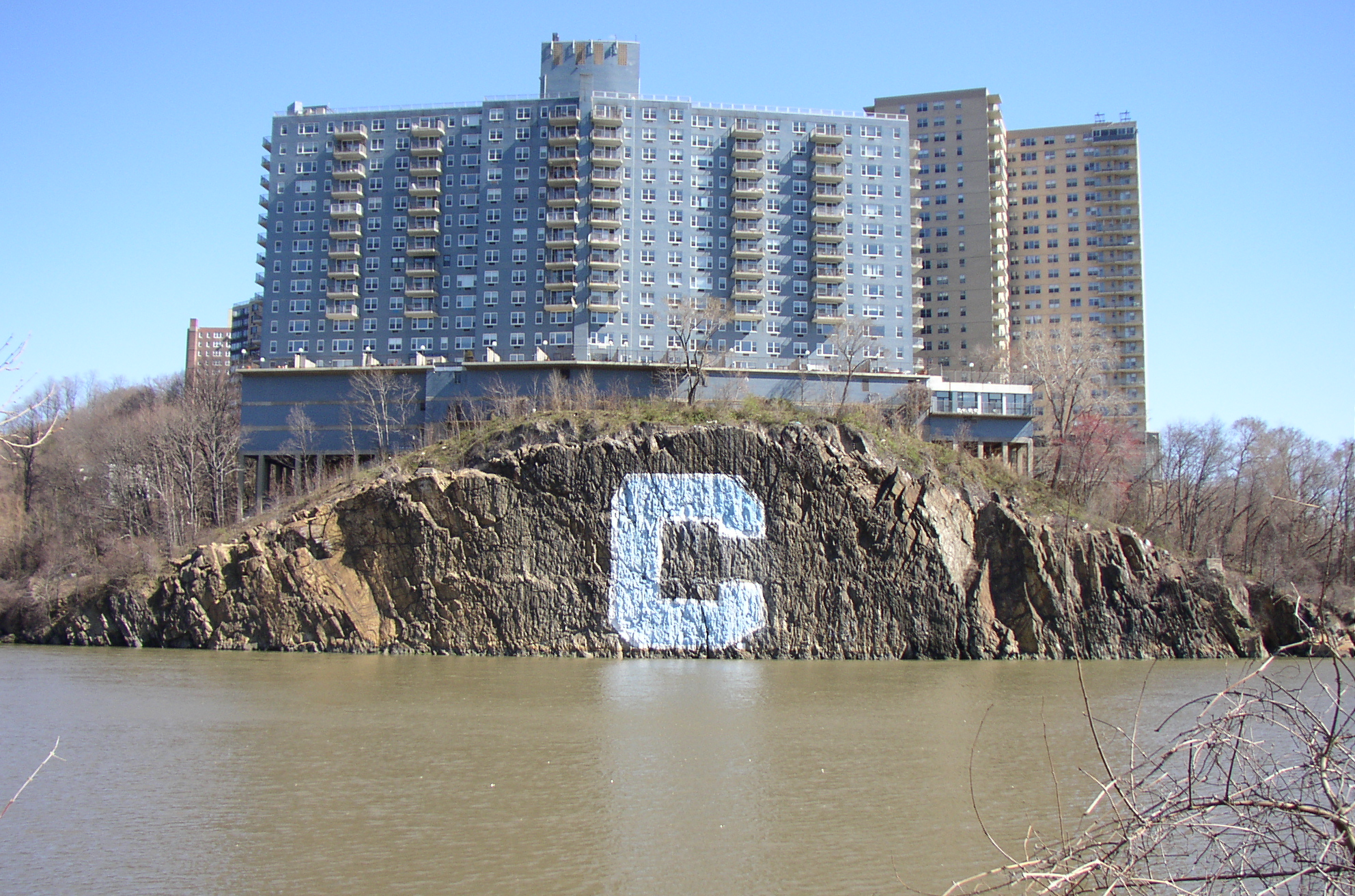
Grote C rots
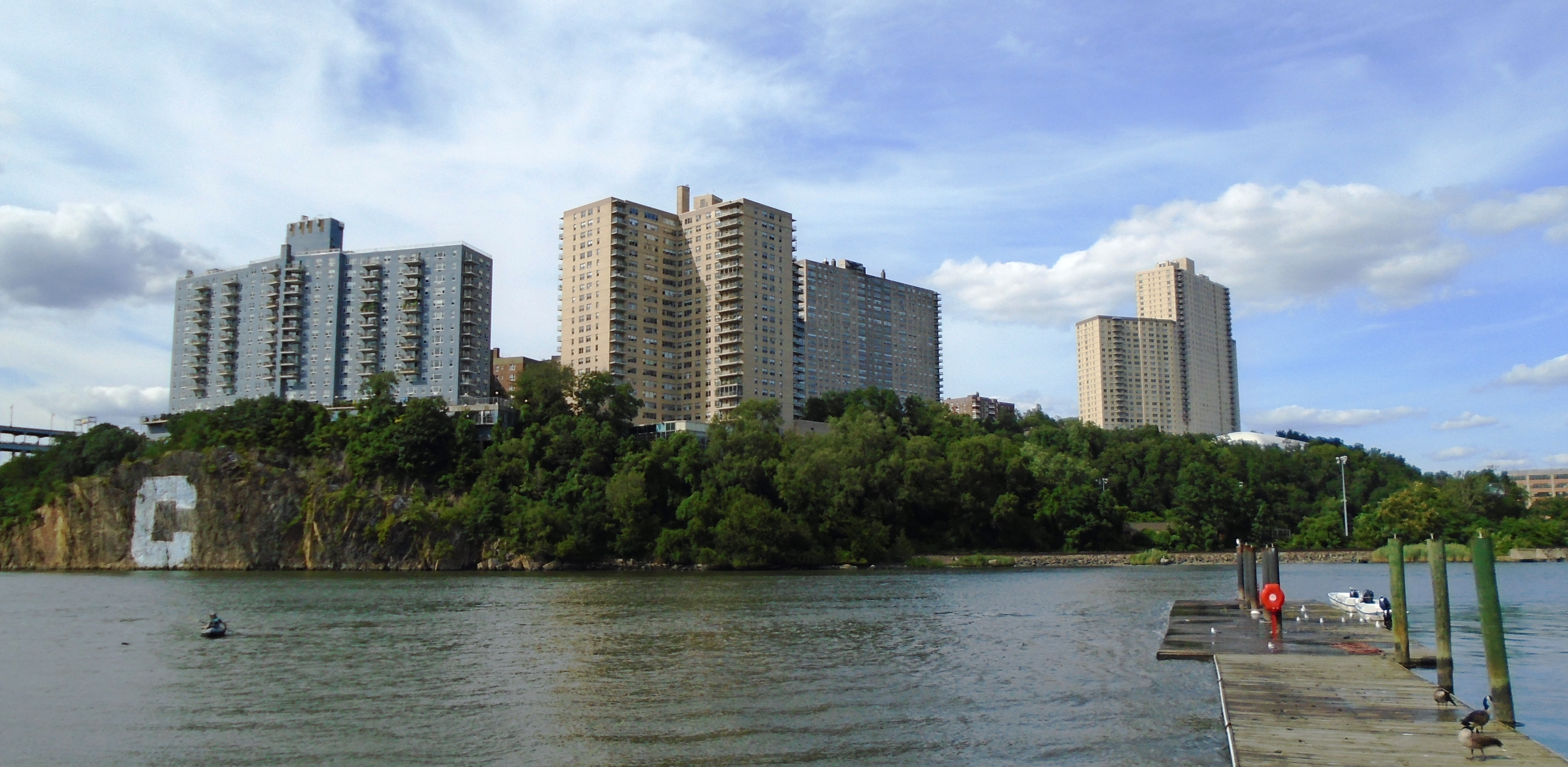
Flatgebouwen langs de Hudson
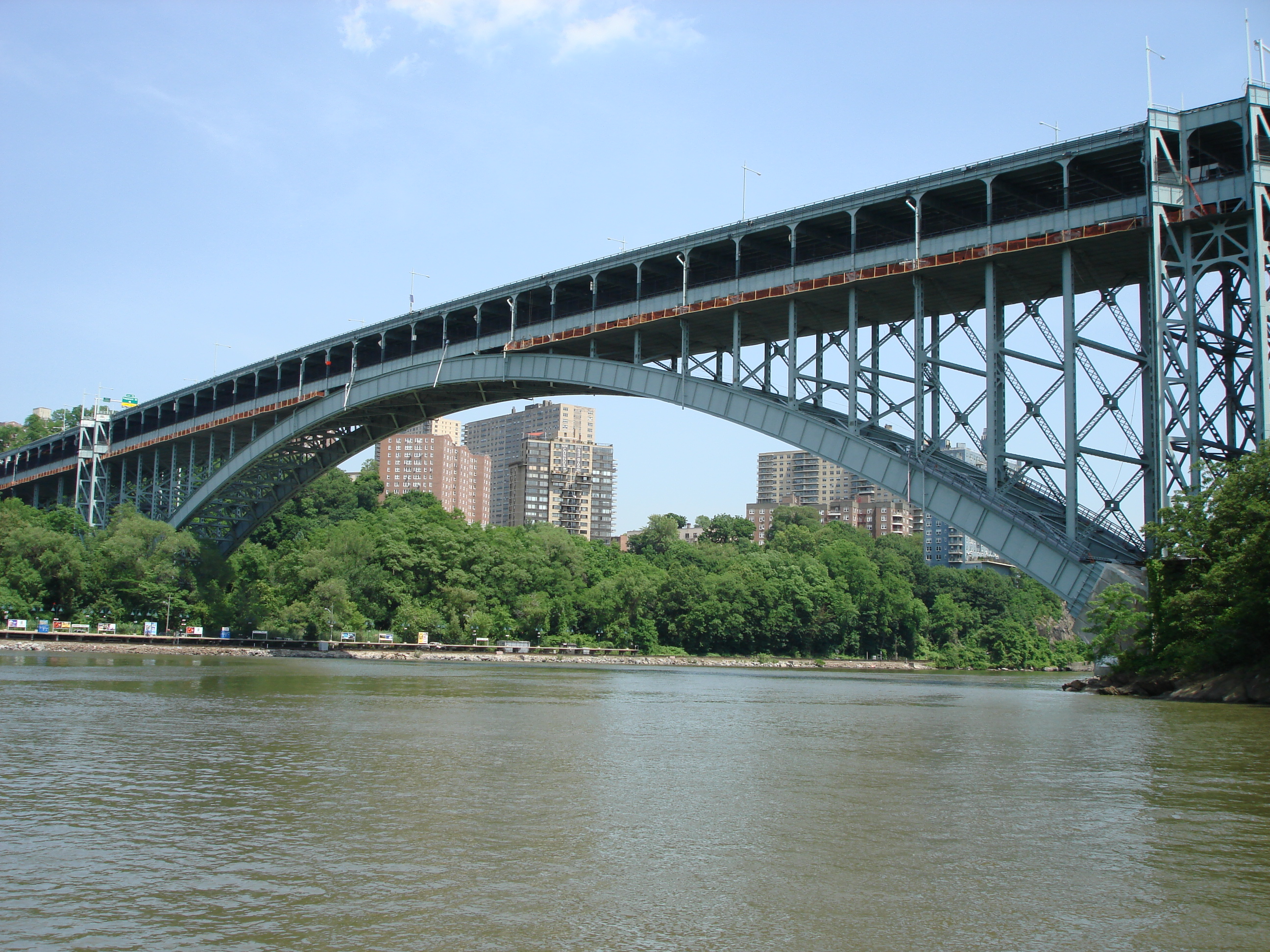
Henry Hudson Bridge
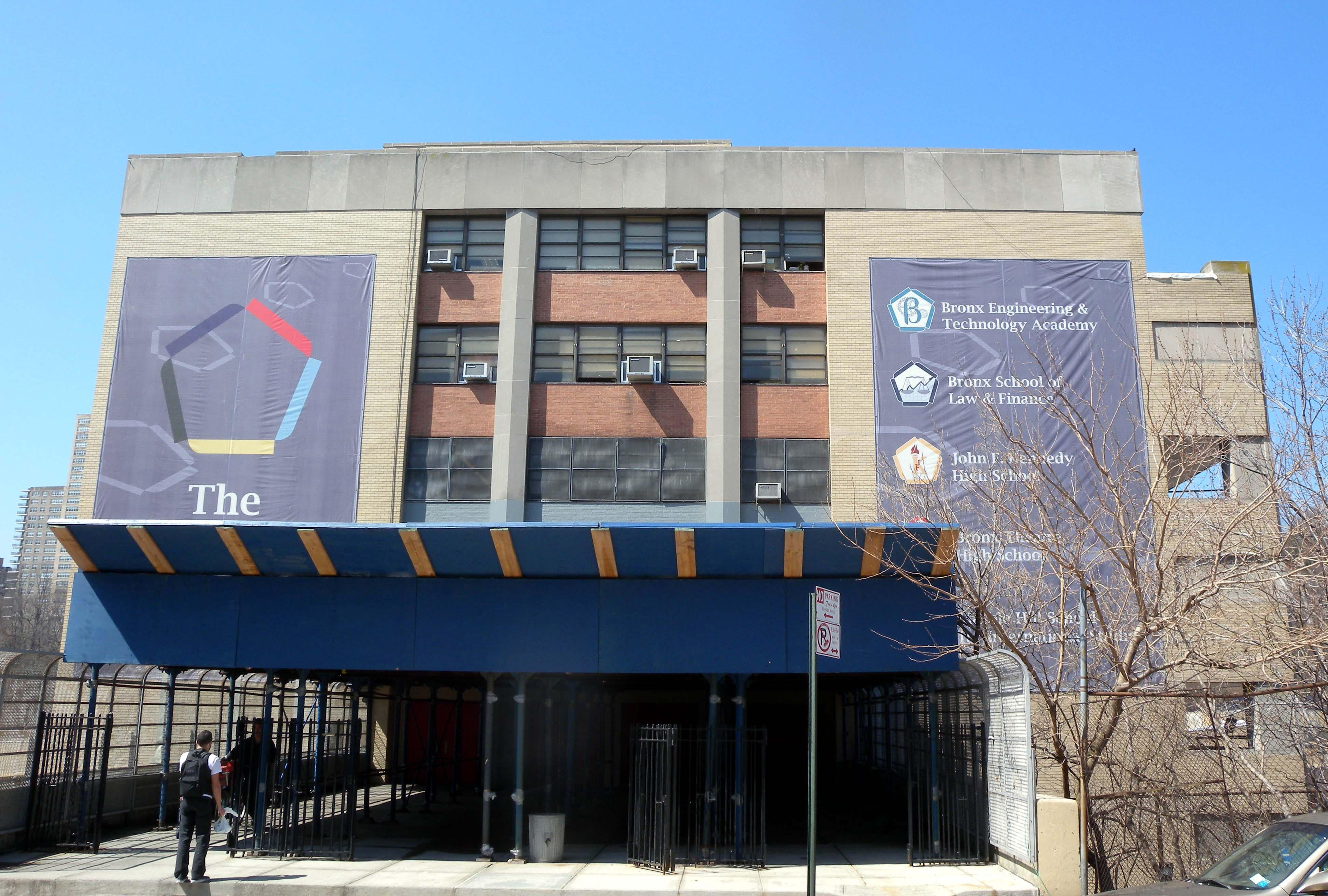
John F. Kennedy Highschool